# Чемпіонат Бразилії з футболу 2011
Чемпіонат Бразилії з футболу 2011 Серії А — 41-й розіграш Серії А, вищого дивізіону професійного футболу в Бразилії. Він розпочнеться 21 травня і повинен завершитися 4 грудня. Флуміненсе починає сезон як чемпіон попереднього, 2010 року.

## Формат
Дев'ятий рік поспіль турнір буде проводитися за коловою системою. Команда з найбільшою кількістю набраних очок буде оголошена чемпіоном. Останні чотири команди вибувають в нижчий дивізіон — Серію B.

### Критерії розподілу місць
У разі рівності очок між двома командами, застосовуються такі критерії в такому порядку:
- Кількість перемог
- Різниця забитих і пропущених голів
- Забиті голи
- Матчі між собою
- Кількість червоних карток
- Кількість жовтих карток

## Міжнародні кваліфікації
Також будуть визначатися путівки до міжнародних турнірів в 2012 році, що проводяться під егідою КОНМЕБОЛ. Перші дві команди беруть участь в груповому етапі Кубку Лібертадорес в 2012 році, а третє і четверте місця дає можливість зіграти в першому етапі. Наступні вісім команд у турнірній таблиці будуть брати участь в другому етапі Південноамериканського кубку в 2012 році.

## Інформація про команди
| Команда             | Місто          | Штат              | Головний тренер        | Попередній сезон | Стадіон             | Глядачі |
| ------------------- | -------------- | ----------------- | ---------------------- | ---------------- | ------------------- | ------- |
| Аваі                | Флоріанополіс  | Санта-Катаріна    | Вагнер Бенацці         | 15-e             | Рессакада           | 19 000  |
| Америка Мінейру     | Белу-Оризонті  | Мінас-Жерайс      | Мауро Фернандес        | 4-е (Серія B)    | Не визначено        |         |
| Атлетіко Гояніенсе  | Ґоянія         | Гояс              | Рене Сімоес            | 16-е             | Серра Дорада        | 50049   |
| Атлетіко Мінейру    | Белу-Оризонті  | Мінас-Жерайс      | Дорівал Жуніор         | 13-е             | Не визначено        |         |
| Атлетіко Паранаенсе | Куритиба       | Парана            | Сержіо Соарес          | 5-e              | Арена да Байшада    | 25 180  |
| Баїя                | Салвадор       | Баїя              | Ружеріо Лоуренсо       | 3-є (Серія B)    | Пітуасу             | 32 157  |
| Ботафогу            | Ріо-де-Жанейро | Ріо-де-Жанейро    | Жоель Сантана          | 6-e              | Енженьяо            | 46 931  |
| Васко да Гама       | Ріо-де-Жанейро | Ріо-де-Жанейро    | Пауло Сезар Ґусмао     | 11-e             | Сан-Жануаріо        | 15 150  |
| Ґреміу              | Порту-Алегрі   | Ріу-Гранді-ду-Сул | Ренато Гаучо           | 4-е              | Олімпіко Монументал | 45 000  |
| Інтернасьйонал      | Порту-Алегрі   | Ріу-Гранді-ду-Сул | Селсо Рот              | 7-e              | Бейра-Ріо           | 56 000  |
| Коринтіанс          | Сан-Паулу      | Сан-Паулу         | Тіте                   | 3-є              | Пакаембу            | 37 952  |
| Корітіба            | Куритиба       | Парана            | Марсело Олівейра       | 1-e (Серія B)    | Коуто Перейра       | 37 182  |
| Крузейру            | Белу-Оризонті  | Мінас-Жерайс      | Алексі Белудо (Кука)   | 2-e              | Не визначено        |         |
| Палмейрас           | Сан-Паулу      | Сан-Паулу         | Луїс Феліпе Сколарі    | 10-e             | Пакаембу            | 37 952  |
| Сантус              | Сантус         | Сан-Паулу         | Аділсон Батіста        | 8-e              | Віла Бельміро       | 21 256  |
| Сан-Паулу           | Сан-Паулу      | Сан-Паулу         | Пауло Сезар Карпеджані | 9-e              | Морумбі             | 67 428  |
| Сеара               | Форталеза      | Сеара             | Дімас Філгуейрас       | 12-e             | Не визначено        |         |
| Фігейренсе          | Флоріанополіс  | Санта-Катаріна    | Марсіо Гояно           | 2-e (Серія B)    | Орландо Скарпеллі   | 19 069  |
| Фламенго            | Ріо-де-Жанейро | Ріо-де-Жанейро    | Вандерлей Лушембурго   | 14-e             | Енженьяо            | 44 000  |
| Флуміненсе          | Ріо-де-Жанейро | Ріо-де-Жанейро    | Мурісі Рамалью         | 1-е              | Енженьяо            | 44 000  |

## Підсумкова турнірна таблиця
| М  | Команда             | І  | В  | Н  | П  | РМ    | О  |
| -- | ------------------- | -- | -- | -- | -- | ----- | -- |
| 1  | Коринтіанс          | 38 | 21 | 8  | 9  | 53−36 | 71 |
| 2  | Васко да Гама       | 38 | 19 | 12 | 7  | 57−40 | 69 |
| 3  | Флуміненсе          | 38 | 20 | 3  | 15 | 60−51 | 63 |
| 4  | Фламенго            | 38 | 15 | 16 | 7  | 59−47 | 61 |
| 5  | Інтернасьйонал      | 38 | 16 | 12 | 10 | 57−43 | 60 |
| 6  | Сан-Паулу           | 38 | 16 | 11 | 11 | 57−46 | 59 |
| 7  | Фігейренсе          | 38 | 15 | 13 | 10 | 46−45 | 58 |
| 8  | Корітіба            | 38 | 16 | 9  | 13 | 57−41 | 57 |
| 9  | Ботафогу            | 38 | 16 | 8  | 14 | 52−49 | 56 |
| 10 | Сантус              | 38 | 15 | 8  | 15 | 55−55 | 53 |
| 11 | Палмейрас           | 38 | 11 | 17 | 10 | 43−39 | 50 |
| 12 | Ґреміу              | 38 | 13 | 9  | 16 | 50−57 | 48 |
| 13 | Атлетіко Гояніенсе  | 38 | 12 | 12 | 14 | 50−45 | 48 |
| 14 | Баїя                | 38 | 11 | 13 | 14 | 43−49 | 46 |
| 15 | Атлетіко Мінейру    | 38 | 13 | 6  | 19 | 50−60 | 45 |
| 16 | Крузейру            | 38 | 11 | 10 | 17 | 48−51 | 43 |
| 17 | Атлетіко Паранаенсе | 38 | 10 | 11 | 17 | 38−55 | 41 |
| 18 | Сеара               | 38 | 10 | 9  | 19 | 47−64 | 39 |
| 19 | Америка Мінейру     | 38 | 8  | 13 | 17 | 51−69 | 37 |
| 20 | Аваі                | 38 | 7  | 10 | 21 | 45−75 | 31 |